# انرادها پودوال
انرادها پودوال (مراتی: अनुराधा पौडवाल, انگلیسی: Anuradha Paudwal; زادهٔ ۲۷ اکتبر ۱۹۵۲ (میلادی)) خواننده هندی در سینمای بالیوود است. انرادها پودوال متولد کرناتکه، هند است. شروع آوازخوانی او از سال ۱۹۷۳میلادی، است و به تعداد ۸۹۹۶ آهنگ به زبان هندی خوانده‌است؛ و تعدادی محدود آهنگ به زبان‌های هند از جمله کونکانی، راجستانی، پهاری، مراتی، سانسکریت، بنگالی، گجراتی، تامیلی، تلوگو، اوریه، آسامی، پنجابی، نپالی نیز خوانده‌است. انرادها پودوال متأهل بوده و دارای یک دختر و یک پسر می‌باشد